# Кеиун
Кеиун (慶雲), позната и као Кјоун, је јапанска ера Асука периода која обухвата време од маја 704. до јануара 708. Настала је након Таихо ере а после ње долази Вадо ера. Владајући цар у то доба био је цар Мому кога је наследила царица Генмеј.

## Важнији догађаји Кеиун ере
- 707. (Кеиун 4): Цар Мому умире али је његов син сувише млад да наследи престо. Уместо њега, царица мајка Генмеј влада док њен син не стекне довољно година да наследи престо.
- 18. јул 707. (Кеиун 4, петнаести дан шестог месеца) Царица Генмеј ступа на трон у својој 48 години живота.[3]
- 707 (Кеиун 4): Пронађено је ново налазиште бакра у провинцији Мусаши, у регији коју данас обухвата модерни Токио.[4]
- 708. (Кеиун 5):, Како би се обележио долазак новог монарха на трон предложено је да се промени име ере. Избор је пао на „Вадо“ како би се обележио проналазак налазишта бакра и у округу Чичибу који је сад део модерне префектуре Саитама.[4] Јапанска реч за бакар је до (銅) а глас „ва“ био је антички кинески назив за Јапан. Комбинацијом та два слога добијен је назив за еру која би се могла превести као „јапански бакар“.